# القيمة (لودر)

تعديل مصدري - تعديل

القيمة هي إحدى قرى عزلة زارة بمديرية لودر التابعة لمحافظة أبين، بلغ تعداد سكانها 328 نسمة حسب تعداد اليمن لعام 2004.